# Marionfyfea adventor
Espèce
Marionfyfea adventor est une espèce de vers plats prédateurs terrestres du genre Marionfyfea et de la famille des Geoplanidae (sous-famille des Rhynchodeminae). Il s'agit probablement d'une espèce invasive en France et d'autres pays d'Europe.

## Étymologie
Le genre Marionfyfea Winsor, 2011 a été créé par Leigh Winsor (d) en 2011, pour honorer Marion Fyfe (1897–1986), « pour son travail de pionnier sur les Plathelminthes terrestres de Nouvelle-Zélande ». Auparavant, en 2006, Winsor avait créé le genre Fyfea, mais il s'est aperçu ensuite que ce nom de genre existait déjà (donné à des mollusques fossiles) et il a donc dû le changer.
Le nom d'espèce adventor, mot latin signifiant visiteur, « fait allusion à la supposition que l'espèce est presque certainement introduite en Europe ».

## Description
Marionfyfea adventor est une espèce relativement petite de Plathelminthes terrestres, mesurant environ 10 mm de long et 1 mm de large ; à l'état contracté, le corps est plus massif, environ 5 mm de long et 1,5 mm de large. Les surfaces dorsales et latérales sont de couleur brune avec des petites taches bleues irisées. La sole rampante est uniformément brun pâle et mesure environ 40 % de la largeur du corps. Il y a 70-80 yeux au total .

## Espèce envahissante
L'espèce a été décrite en 2016 à partir de spécimens trouvés au Royaume-Uni, aux Pays-Bas et en France. Elle n'a jamais été trouvée en Nouvelle-Zélande. Toutefois, le genre Marionfyfea n'est connu que de la Nouvelle-Zélande et des îles subantarctiques proches. 
Hugh Jones et Ronald Sluys (2016) ont écrit : « Il est probable que Marionfyfea adventor provient de l'une des îles sub-antarctiques ou des îles principales de la Nouvelle-Zélande. La cause la plus probable de l'introduction en Europe est le commerce horticole international. Sa distribution largement dispersée suggère que l'espèce est en Europe depuis un temps considérable ».

## Systématique
L'espèce Marionfyfea adventor a été décrite en 2016 par Hugh D. Jones (d) et Ronald Sluys (d). Le nom valide complet avec auteur de ce taxon est ainsi Marionfyfea adventor Jones & Sluys, 2016.

## Publication originale
(en) Hugh D. Jones et Ronald Sluys, « A new terrestrial planarian species of the genus Marionfyfea (Platyhelminthes: Tricladida) found in Europe », Journal of Natural History, Taylor & Francis,‎ 7 août 2016, p. 1-18 (ISSN 0022-2933 et 1464-5262, DOI 10.1080/00222933.2016.1208907).